# 代维尔莱鲁昂
代维尔莱鲁昂（法語：Déville-lès-Rouen，法語發音：[devil lɛ ʁwɑ̃]，意为“鲁昂附近的代维尔”）是法国滨海塞纳省的一个市镇，属于鲁昂区。

## 地理
代维尔莱鲁昂（49°28'11"N, 1°2'59"E）面积3.16 平方千米，位于法国诺曼底大区滨海塞纳省，该省份为法国北部沿海省份，其西部及北部濒大西洋英吉利海峡，东起顺时针与索姆省、瓦兹省、厄尔省和卡爾瓦多斯省接壤。
与代维尔莱鲁昂接壤的市镇（或旧市镇、城区）包括：康特勒、马罗姆、蒙圣艾尼昂、邦德维尔圣母镇、鲁昂。

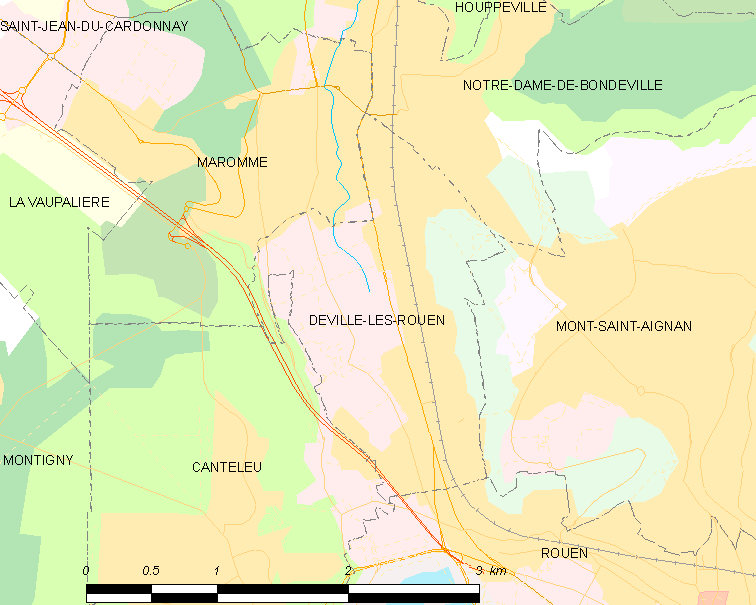
代维尔莱鲁昂的OSM定位图

代维尔莱鲁昂的时区为UTC+01:00、UTC+02:00（夏令时）。

## 行政
代维尔莱鲁昂的邮政编码为76250，INSEE市镇编码为76216。

## 政治
代维尔莱鲁昂所属的省级选区为蒙圣艾尼昂县。

## 人口

1962-2008年间代维尔莱鲁昂人口变化图示

代维尔莱鲁昂于2022年1月1日时的人口数量为10690人。